# Metaxellus
Metaxellus is een geslacht van kevers uit de familie van de loopkevers (Carabidae). De wetenschappelijke naam van het geslacht is voor het eerst geldig gepubliceerd in 1960 door Straneo.

## Soorten
Het geslacht Metaxellus is monotypisch en omvat slechts de volgende soort:
- Metaxellus abacetoides Straneo, 1960